# Иконоборачки сабор
Први иконоборачки сабор, познат и као Хијеријски сабор (по палати Хијерији) одржан је 754. године у Цариграду у периоду иконоборачке кризе. Замишљен је као екуменски, односно седми васељенски сабор, али је касније одбијен од стране источне православне и римокатоличке цркве. 

## Историја
Сабор је сазвао византијски цар Константин V (741-775) током чије је владавине иконоборство достигло врхунац. Сабор је одржан у палати Хијерији прекопута византијске престонице. Сабор у Хијерији подржао је Константинову иконоборачку политику, а иконофили су га називали "Безглавим" сабором. На сабору нису били присутни патријарси Рима, Цариграда, Антиохије, Александрије и Јерусалима (пентархија). Место цариградског патријарха било је упражњено, од римског папе није тражено да учествује, а Антиохија, Александрија и Јерусалим били су под влашћу муслиманских владара. Укупно је 333 епископа учествовало на сабору из 754. године. Сабор је подржао иконоборце изјављујући да је људски род осликавањем храмова оскрнавио хришћанску религију. Одлуке првог иконоборачког сабора сличне су одлукама сабора у Елвири из 305. године на коме је донета одредба да се "иконе не смеју сликати на зидовимка цркава јер су постале предмет обожавања и клањања". 
Константин је сабор из 754. године прогласио екуменским (васељенским). Међутим, након тријумфа иконодула, сабор је проглашен незаконитим (неканонским). Ниједан патријарх није присуствовао сабору. Папа није ни позван, а није познато да ли су позвани патријарси из источних центара. Папа Стефан III је 769. године сазвао Латерански сабор на коме је иконоборачки сабор проглашен незаконитим. Одлуке сабора у источној цркви укинуте су 787. године на Седмом васељенском сабору којим је окончана прва фаза византијског иконоборства. 